# Pristimantis museosus
Espèce
Synonymes
- Eleutherodactylus museosus Ibáñez, Jaramillo & Arosemena, 1994

Statut de conservation UICN

 EN B1ab(iii) : En danger
Pristimantis museosus est une espèce d'amphibiens de la famille des Craugastoridae.

## Répartition
Cette espèce est endémique du Panama. Elle se rencontre entre 700 et 1 000 m d'altitude dans la cordillère Centrale.

## Publication originale
- Ibáñez, Jaramillo & Arosemena, 1994 : A new species of Eleutherodactylus (Anura: Leptodactylidae) from Panama. Amphibia-Reptilia, vol. 15, no 4, p. 337-341.